# کاش‌اوباسی (یورغیر)
کاش‌اوباسی (به ترکی استانبولی: Kaşobası) یک منطقهٔ مسکونی در ترکیه است که در یورغیر واقع شده‌است.